# Cal Macià (Alcarràs)
Cal Macià, o Casa Vallmanya, és una masia del nucli de població de Vallmanya al municipi d'Alcarràs, a la comarca del Segrià, inclosa a l'Inventari del Patrimoni Arquitectònic de Catalunya i bé cultural d'interès nacional. L'interior de la casa fou modificat després de ser incendiada durant la Guerra Civil espanyola.

## Descripció
Gran casal rectangular de planta baixa, pis i golfes, cobert a dos vessants i amb el carener perpendicular a la façana principal. Hi té adossades diverses dependències, entre les quals destaca una galeria força reformada i amb afegits posteriors. A la façana principal, els murs de planta baixa i pis són de pedra vista, amb portes i finestres estructurades amb elements de pedra.

## Història
En origen, Cal Macià era una construcció cartoixana del segle xvii, fins que Agapit Lamarca, propietari de la finca, va dur a terme a finals del segle xix una gran reforma arquitectònica de les antigues estances cartoixanes. Així, doncs, la casa pairal pertanyia la família d'Eugènia Lamarca i de Mier, esposa del president Francesc Macià. Aquesta la va heretar i la família hi va passar llargues temporades. En la seva etapa com a cap del Govern, entre el 1931 i el 1933, Macià hi preparava l'agenda presidencial i planificava les visites oficials pel territori, com la campanya de presentació de l'Estatut d'Autonomia de Catalunya de 1932. A part de la masia, la finca comptava amb centenars d'hectàrees destinades a l'activitat agrària que van ser testimoni del desenvolupament social i econòmic del Baix Segre amb l'arribada de l'aigua a través de la construcció del canal d'Aragó i Catalunya.
Durant la dictadura de Primo de Rivera, Casa Vallmanya va ser saquejada per algunes autoritats, que van robar joies, un llibre sobre el setge de Girona i hi van tallar arbres «com a càstig». Durant la Guerra Civil espanyola la finca va passar a ser quarter general franquista, prostíbul de la guàrdia mora i centre d'internament de presoners republicans, fins que va ser expropiada per l'Institut Nacional de Colonització durant la dictadura franquista, que la va esbocinar per «interessos polítics».
El 2008, l'ajuntament d'Alcarràs va declarar la casa com a bé cultural d'interès local. Amb motiu de l'estat ruïnós en què es trobava l'edifici, amb diversos esfondraments a la coberta i esquerdes a la façana principal a causa de l'abandonament per part de l'empresari agrícola que n'era propietari, l'any 2021, en ocasió del 90è aniversari de la proclamació de la República Catalana, més d'un centenar de persones exigiren a l'ajuntament d'Alcarràs que comprés i restaurés la casa pairal. En l'acte, convocat per la iniciativa popular Salvem Cal Macià, es va fer una ruta divulgativa per la finca, es va llegir un manifest a favor de recuperar i conservar aquest patrimoni, i es va presentar la idea d'establir-hi un espai de memòria històrica i un centre d'interpretació sobre el president Macià, la seva família i la importància de l'entorn.
El 22 de desembre de 2023, la consellera de Cultura, Natàlia Garriga, va anunciar la compra pública de la finca, la restauració de Cal Macià i la seva futura incorporació a la Xarxa d'Espais de Memòria Democràtica de Catalunya, així com el canvi de categoria de la casa a bé cultural d'interès nacional. Això no obstant, a data de maig de 2025 el conveni signat encara no s'havia desplegat per un conflicte entre les administracions ni s'havien executat les obres de conservació de la casa requerides a l'empresa propietària de la finca, Agrovall Giribet SL.